# مارتین جرویس (بازیگر)
مارتین جرویس (انگلیسی: Martin Jarvis؛ زادهٔ ۴ اوت ۱۹۴۱) صدا پیشه و هنرپیشه اهل انگلستان است. وی از سال ۱۹۶۴ میلادی تاکنون مشغول فعالیت بوده‌است.
از فیلم‌ها یا برنامه‌های تلویزیونی که وی در آن نقش داشته‌است می‌توان به پناهگاه و احساسات متحد اشاره کرد.